# Jóannes Eidesgaard
Jóannes Dan Eidesgaard (Tvøroyri, Suðuroy, 19 d'abril de 1951) és un polític social-demòcrata feroés, membre del Partit de la Igualtat. Té una llarga trajectòria dins la política de les illes Fèroe, ja que ha estat membre del Løgting i del Folketing, regidor municipal, tres cops ministre en diferents governs de l'arxipèlag i primer ministre de les Illes Fèroe entre el 2004 i el 2008.

## Carrera política
Jóannes Eisdesgaard va començar la seva carrera política com a regidor de Tvøroyri el 1980, i va estar lligat a la política municipal del seu poble fins a l'any 2000. El 1990 va entrar com a diputat al Løgting pel Partit de la Igualtat, i el 1991 es va fer càrrec del Ministeri de Treball, Salut i Afers Socials sota el govern d'Atli Dam. Els següents anys també ocuparà les carteres de Cultura el 1993 (govern de Marita Petersen) i la de Finances i Economia el 1994 (govern d'Edmund Joensen).

### Membre del Folketing
En les eleccions parlamentàries de Dinamarca de 1998, Jóannes Eidesgaard va sortir elegit com un dels dos representants de les Illes Fèroe, sent l'altre el popular Oli Breckmann. Eidesgaard li va donar a l'esquerra danesa, al candidat socialdemòcrata Poul Nyrup Rasmussen, l'escó que necessitava per formar govern, tot i que al mateix temps Eidesgaard va votar en contra que el també socialdemòcrata Birte Weiss ocupés la presidència del Folketing; L'elecció va quedar en empat i el nomenament del president del parlament danès, decidit per sorteig, va acabar en mans en l'opositor Ivar Hansen. Eidesgaard es va justificar dient que "Els feroesos no intervenen en el govern de Dinamarca. Així han de fer els danesos pel que fa a les Illes Fèroe, i l'Estatut d'Autonomia ha de ser reformat". En les següents eleccions daneses, Eidesgaard no va ser reelegit.

### Primer ministre feroès
Les eleccions del 20 de gener de 2004 van deixar bons resultats per al Partit de la Igualtat. Eidesgaard va formar una coalició amb el Partit del Poble i el Partit Unionista, i el 3 de febrer començava el seu govern com a primer ministre.
Quan Eidesgaard va assumir el càrrec, es va trobar amb un dèficit pressupostari i un increment del deute amb Dinamarca. Durant tot el seu mandat va mantenir una postura de "prioritat del benestar per sobre de la independència". Va considerar que l'exploració de petroli a la plataforma continental feroesa podria ser una solució al dèficit i el contrapès necessari a l'escepticisme persistent sobre la viabilitat de la independència de les Illes Fèroe.
El 25 de març de 2005 Eidesgaard va signar amb el ministre d'exterior danès, Per Stig Møller, la Declaració de Fámjin, que aborda temes de col·laboració entre les Fèroe i Dinamarca en matèria de política exterior, i li atorga a l'arxipèlag majors atribucions en aquest camp. A Fámjin també es va obrir la possibilitat que les Illes Fèroe poguessin obrir ambaixades a l'estranger a mitjà termini, que substituirien les oficines de representació.

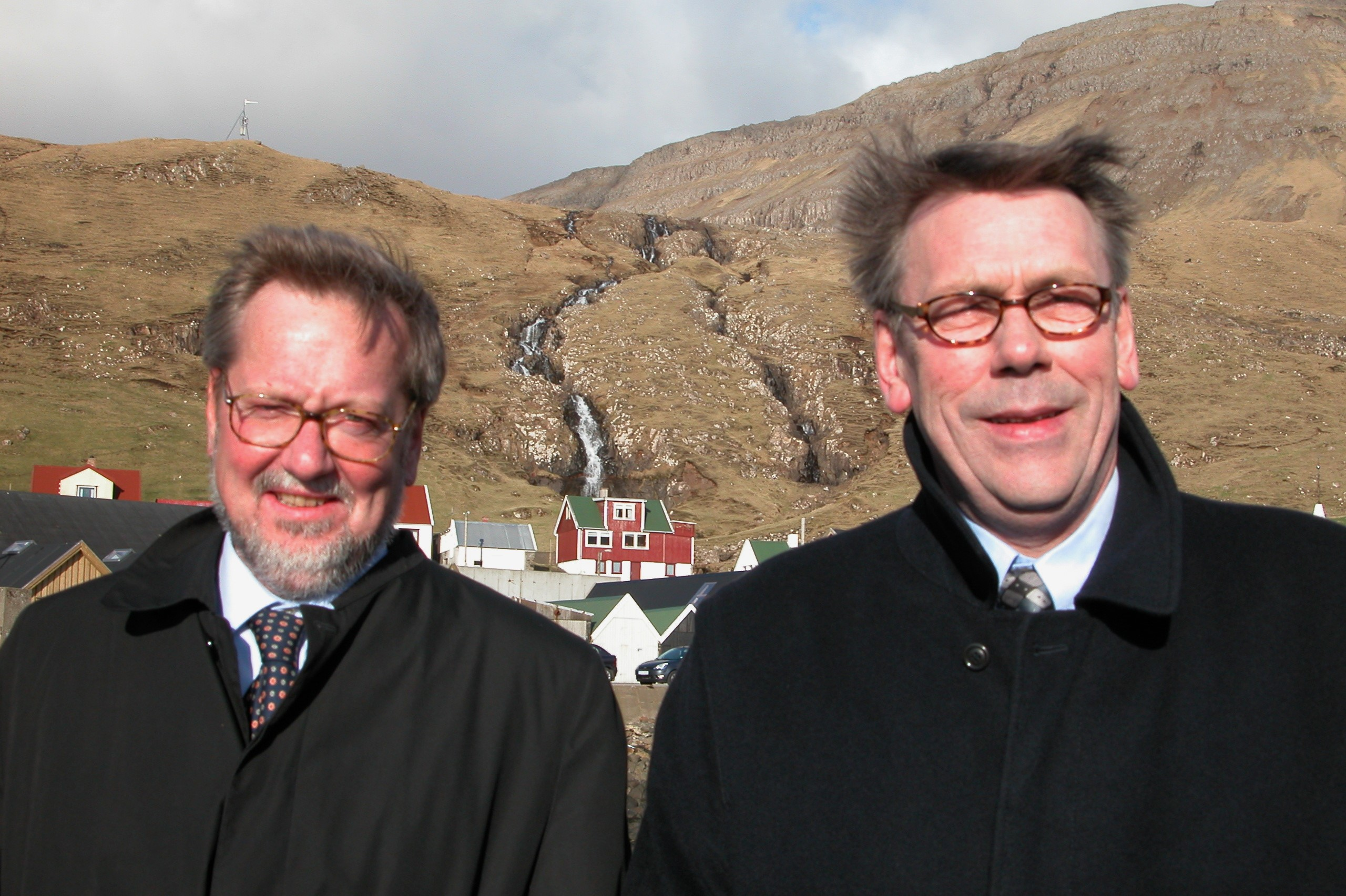
El ministre d'exterior danès Per Stig Møller i Jóannes Eidesgaard a Fámjin (29 de març de 2005).

La localització de les diferents oficines de representació feroesas va ser un tema de controvèrsia. En aquest sentit, la postura enèrgica del govern feroès va aconseguir que la representació feroesa a Islàndia es mantingués separada de la danesa. El 2006 el govern d'Eidergaard va intentar incloure a les Illes Fèroe a l'Associació Europea de Lliure Comerç.
El setembre de 2006 Eidesgaard va signar un acord a Nova York amb els ministres d'exterior d'Islàndia, Noruega i Dinamarca per repartir les quotes pesqueres al sud del mar de Noruega.
Abans de les eleccions de 2008, semblava que Eidesgaard i el seu partit no continuarien al capdavant de la coalició que havia governat fins llavors. Es van iniciar converses amb els socialistes del Partit Republicà, així com amb el Partit de l'Autogovern i el Partit de Centre. Els dos primers van destacar que un nou govern hauria d'apostar per a l'autodeterminació de les Fèroe, contràriament amb l'actitud passiva en aquest sentit del govern d'Eidesgaard.
Finalment a les eleccions del 19 de gener de 2008 el Partit de la Igualtat va caure fins al quart lloc. Després de negociacions es va establir una nova coalició entre el Partit de la Igualtat, el Partit Republicà i el Partit de Centre; Jóannes Eidesgaard es va mantenir com a primer ministre, però els republicans van obtenir la major part dels ministeris.
El segon mandat d'Eidesgaard va començar amb un acord de partits per dur a terme un referèndum constitucional el 2010. Tanmateix, la coalició es va trencar i aquesta possibilitat va quedar cancel·lada. El detonant del trencament va ser una disputa pels càrrecs públics. El Partit Republicà va deixar la coalició el 15 de setembre de 2008, provocant una crisi en el govern. Eidesgaard va haver de buscar novament el suport del Partit Unionista i del Partit del Poble i va aconseguir una coalició amb aquestes forces el 24 de setembre. Aquesta nova coalició va implicar la dimissió d'Eidesgaard com a primer ministre. El va substituir l'unionista Kaj Leo Johannesen amb qui Eidesgaard va assumir la cartera de finances.

## Ministre de finances
El 30 de setembre de 2008, poc temps després de presentar el pressupost governamental pel 2009, Jóannes Eidesgaard va haver de ser hospitalitzat a causa d'un malestar al pit i altres complicacions.
Quan es va presentar la crisi financera d'Islàndia del 2008-2009, Eidesgaard va buscar ràpidament el recolzament del Løgting per donar ajud financer al país veí. Va aconseguir el suport unànime del parlament feroès per lliurar un crèdit sense interessos de més de 330 milions de corones a Islàndia.
Jóannes Eidesgaar va dimitir del seu càrrec el 21 de febrer de 2011. El va substituir el company socialdemòcrata Aksel V. Johannesen, que també el substituiria de la presidència del partit el 5 de març següent.

## Reconeixements
El 15 de setembre de 2007 fou nomenat gran cavaller de l'Orde Islandesa del Falcó, en reconeixement de la seva tasca en el lligam i la col·laboració entre islandesos i feroesos.